# Remi Vermeiren
Remi Vermeiren (Gijzegem, 24 februari 1940) is een Vlaams voormalig bankier. Hij was voorzitter van het directiecomité van de KBC Groep van 1995 tot 2003.

## Levensloop

### KBC
Remi Vermeiren deed zijn middelbare studies aan het atheneum van Dendermonde. Hij volbracht zijn legerdienst in 1959-1960 en eindigde die als reserve-onderluitenant van de Luchtmacht.
Hij trad in dienst bij de Kredietbank in 1960 en volbracht er zijn volledige carrière, van stagiair-bediende tot voorzitter van het directiecomité. Tijdens de eerste jaren volgde hij ook avondcursus in het Hoger instituut voor Handels- en Bestuurswetenschappen (tegenwoordig KU Leuven Campus Brussel) in Brussel en verwierf het diploma van licentiaat in de handelswetenschappen.
Het grootste deel van zijn carrière bij de bank specialiseerde hij zich in vermogensbeheer. Vanaf 1989 werd hij afgevaardigd bestuurder en lid van het directiecomité, om in 1995 voorzitter van het directiecomité te worden. Onder zijn leiding ging in 1998 de grote fusie door tussen Kredietbank, CERA Bank en Assurantie van de Belgische Boerenbond, die de naam KBC kreeg. Hij werd de eerste (en laatste) om het dubbele voorzitterschap te bekleden van KBC Insurance Holding en KBC Bank. Hij was ook de drijvende kracht achter de doorbraak van KBC in Centraal- en Oost-Europa.
Zijn positie in de bankwereld maakte dat hij ook in verschillende raden van bestuur zitting had. Zo was hij:
- bestuurder van Euronext en voorzitter van het auditcomité (2000-2006),
- voorzitter van BELFOX (Belgian Futures and Options Exchange),
- lid van de raad van bestuur van Crédit commercial de France (Frankrijk),
- lid van de raad van bestuur van San Paolo-EMI (Italië).

In 2003 volgde André Bergen hem op als CEO van de KBC Bank en Willy Duron als CEO van de hele KBC Groep.

### Na de KBC
Na zijn vertrek bij KBC vervulde Vermeiren heel wat bestuursmandaten. Hij werd
- onafhankelijk bestuurder bij de agrogroep DevGen (later Syngenta) in 2005; hij werd er in 2008 voorzitter,
- bestuurder bij het biotechnologiebedrijf Ablynx,
- bestuurder bij de vennootschap Cumerio,
- bestuurder bij de vennootschap Capital Markets,
- bestuurder bij de vennootschap Zinner,
- bestuurder bij de kunststoffengroep Ravago.

Hij zette zich tevens in voor non-profitorganisaties. Hij bezit een verzameling hedendaagse schilder- en beeldhouwwerken.
Vermeiren werd na zijn vertrek bij KBC ook voorzitter van de denkgroep In de Warande, die in haar Manifest voor een zelfstandig Vlaanderen (2005) pleitte, op basis van voornamelijk zakelijke overwegingen, België te ontbinden in twee onafhankelijke staten met een aangepast statuut voor Brussel.
Hij is ook voorzitter van de vzw Pro Vives. Die vereniging is een belangrijke financier van de onafhankelijke denktank Vives (Vlaams Instituut Voor Economie en Samenleving), geïntegreerd in de Faculteit Economie en Bedrijfswetenschappen van de Katholieke Universiteit Leuven.
Sinds 2025 is hij voorzitter van de Honky Tonk Jazz Club, een vereniging die jazz-, blues- en rootsconcerten organiseert in Dendermonde.

## Eerbetoon
- In 2006 ontving Vermeiren de Orde van de Vlaamse Leeuw van de gelijknamige vereniging.
- Op 4 oktober 2009 ontving hij de Erepenning 2009 van de Marnixring.
- Op 16 november 2011 ontving hij de gouden erepenning 2011 van het Vlaams Comité voor Brussel.
- In 2014 ontving hij de VVA-prijs van de Vereniging Vlaamse Academici.

## Rechtbankdeskundige in zaak Fortisbank
Op 12 december 2008 gaf de voorzitter van het Brussels Beroepshof, Paul Blondeel, aan Remi Vermeiren en aan vier andere deskundigen in een arrest de opdracht twee vragen te beantwoorden in een geding tussen 2200 aandeelhouders van Fortis Bank en de Belgische Staat. Er werd tegen 12 februari 2009 een tussentijds rapport verwacht (voor de nieuwe aandeelhoudersvergadering) en een eindrapport tegen 15 mei 2009. De rechtszaak werd ingeleid door het advocatenkantoor onder leiding van Mischaël Modrikamen.

## Vrijspraken in rechtszaken

### KB Lux-zaak
Voor het parket van Brussel was Vermeiren een van de verdachten van fiscale fraude in wat de KB-Lux-zaak werd genoemd. Veertien verdachten moesten zich verantwoorden voor schriftvervalsing, het gebruik van valse stukken, bendevorming en fiscale fraude. Het ging om vijf (voormalige) leiders en kaderleden van Kredietbank (KBC), zes (voormalige) kaderleden van zustermaatschappij KB Lux en drie klanten. De twee banken, zo luidde de beschuldiging, zouden gefortuneerde klanten geholpen hebben om in totaal 400 miljoen euro aan de Belgische fiscus te onttrekken.
Na veertien jaar onderzoek werd Vermeiren, net als de andere verdachten, in november 2009 door de correctionele rechtbank in Brussel vrijgesproken. De advocaten betoogden dat de onderzoeksrechter en zijn speurders valse processen-verbaal hadden gemaakt, processen-verbaal hadden weggemoffeld en nepscenario's hadden bedacht om in beslag genomen documenten te kunnen gebruiken. De rechter noemde toen het gevoerde onderzoek "deloyaal, partijdig en manipulatief".
Het Openbaar Ministerie ging in beroep, maar op 10 december 2010 verklaarde het Brusselse Hof van Beroep, net als de rechter in eerste aanleg, de zaak tegen KB Lux niet ontvankelijk, op basis van het feit dat het bewijsmateriaal onwettig verkregen was en dat er, door de onderzoeksrechter Jean-Pierre Leys en door politiemensen geknoeid was. Daarmee bleef niets over van een rechtszaak tegen de elf bankiers en drie van hun klanten en kwam het niet tot een behandeling ten gronde. De vrijgesproken bankiers waren tevreden, maar verklaarden tevens dat hen de mogelijkheid was ontnomen zich ten gronde te verdedigen, omdat ze overtuigd waren dat ze niets verkeerds hadden gedaan.
Op 21 december 2010 deelde de minister van Justitie in het parlement mee dat de Belgische Staat een cassatieverzoek indiende. De aangevoerde grond hiervoor was dat het hof van beroep zou ingegaan zijn tegen een eerder arrest van het Hof van Cassatie over onderzoeksrechter Leys, waarin die vrijgepleit werd.
De debatten voor Cassatie werden gehouden vanaf 4 mei 2011. Advocaat-generaal Genicot gaf aan dat hij het met de stelling van de verzoekers niet eens was, en wees erop dat de onderzoeksrechter enkel buiten vervolging was gesteld, een beslissing die altijd kon herroepen worden en die andere rechters niet bond. "Bovendien is het niet omdat de onderzoeksrechter niet vervolgd is, dat er tijdens het onderzoek geen zaken gebeurd zijn die de rechten van verdediging geschonden hebben", zo verklaarde hij, er aan toevoegende dat er wel degelijk inbreuken op de rechten van de verdediging waren geweest. Hij meende dan ook dat het hof van beroep correct zijn werk had gedaan en zijn arrest niet moest verbroken worden.
Op 31 mei 2011 volgde de uitspraak. Het Hof van Cassatie besliste dat het Brusselse hof van beroep op 10 december 2010 terecht had geoordeeld dat de strafvervolging in het zogenaamde KB Lux-dossier onontvankelijk was en dat alle verdachten vrijgesproken moesten worden. Alle argumenten die het Brusselse parket-generaal en de FOD Financiën tegen het arrest van het hof van beroep inbrachten, werden verworpen. De uitspraak van Cassatie betekende het einde van een juridische slag van meer dan 14 jaar.

### KBC-aandelen
In oktober 2009 werd ook nog een onderzoek tegen Vermeiren geopend in verband met mogelijke transacties van KBC-aandelen met voorkennis. Hij werd hierin echter onschuldig bevonden en het onderzoek werd in februari 2010 zonder gevolg geklasseerd.

## Publicatie
- (als voorzitter) Manifest voor een zelfstandig Vlaanderen in Europa, Denkgroep In de Warande, Brussel, 2005
- (als voorzitter) Manifeste pour une Flandre indépendante dans l’Europe unie, Denkgroep In de Warande, Brussel, 2006.
- België, de onmogelijke opdracht. Vlaamse onafhankelijkheid: recht, behoefte en noodzaak, Pelckmans, Kalmthout, 2014.
- Vlaams Manifest, Borgerhoff & Lamberigts, 2024.